# Paul Christophe (Politiker)

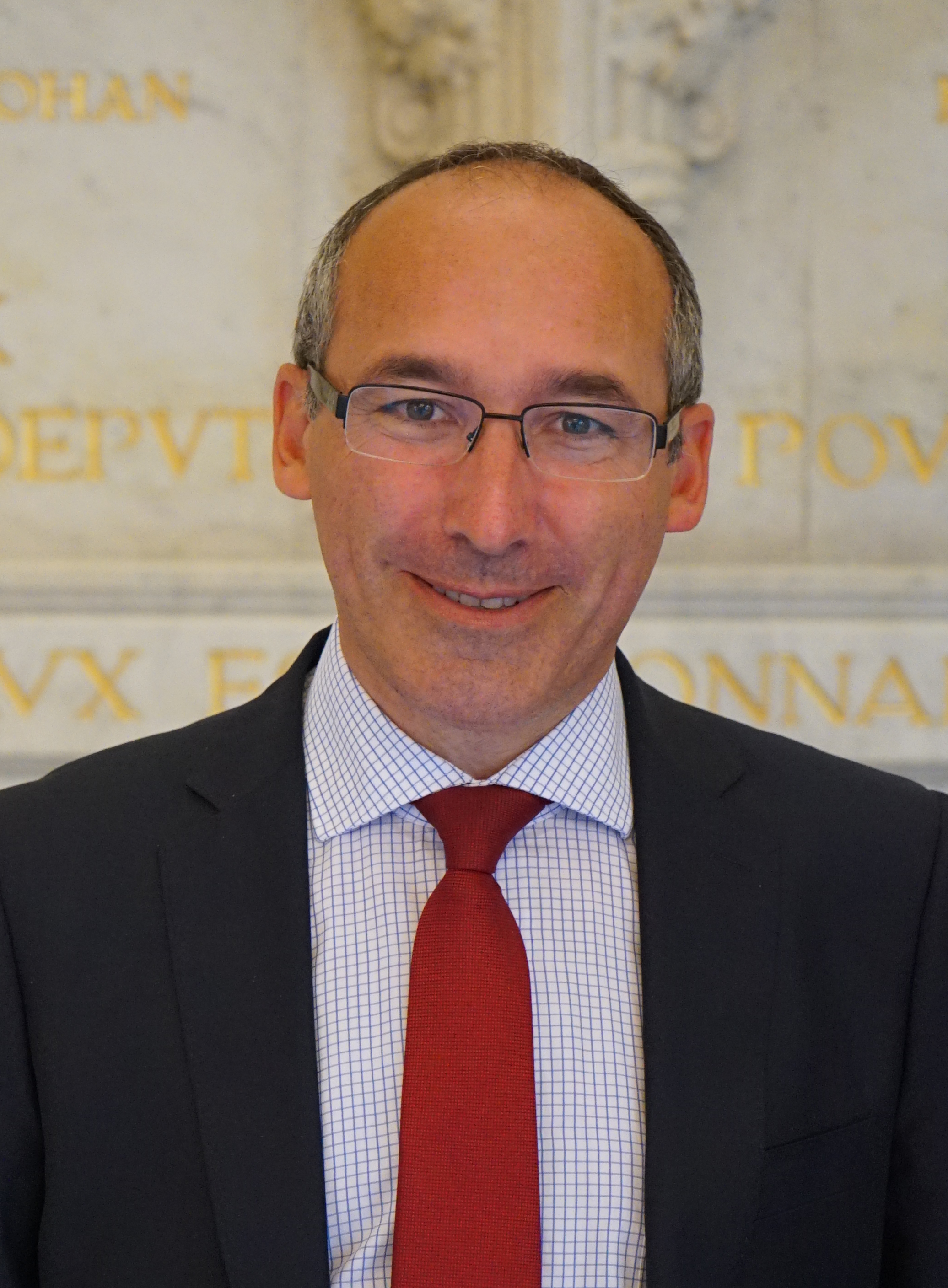
Paul Christophe (2017)

Paul Christophe (* 10. Februar 1971 in Les Sables-d’Olonne, Département Vendée) ist ein französischer Politiker von Union pour un mouvement populaire (UMP), Agir, la droite constructive und nun von Horizons, der seit 2017 Mitglied der Nationalversammlung ist. 2024 übernahm er im Kabinett Barnier das Amt als Minister für Solidarität, Autonomie und Gleichstellung von Frauen und Männern.

## Leben
Paul Christophe absolvierte nach dem Schulbesuch ein Studium an der Universität Nantes und war danach als Verwaltungsbeamter tätig wie als Generaldirektor von Téteghem, einer Gemeinde mit knapp 7000 Einwohnern im Département Nord. Er wurde bei der Kommunalwahl am 16. März 2008 als Kandidat der Union für eine Volksbewegung UMP (Union pour un mouvement populaire) als Nachfolger von Philippe Defurnes zum Bürgermeister von Zuydcoote gewählt, einer ebenfalls im Département Nord gelegenen kleinen Gemeinde von rund 1600 Einwohnern, und bekleidete das Amt nach seiner Wiederwahl am 23. März 2014 bis zu seinem Amtsverzicht am 31. Juli 2017, woraufhin Florence Vanhille neuer Bürgermeister wurde. Am 29. März 2015 wurde er zudem zum Mitglied des Départementrates des Département Nord gewählt und vertritt in diesem nach seiner Wiederwahl am 27. Juni 2021 den neu geschaffenen Kanton Dunkerque-2. Zugleich war er zwischen dem 2. April 2015 und dem 1. Juli 2021 Vizepräsident dieses Départementrates.
Bei der Parlamentswahl am 18. Juni 2017 wurde Christophe für die rechtsliberale Partei Handeln – die konstruktive Rechte AGIR (Agir, la droite constructive) im Wahlkreis 14 des Département Nor als Nachfolger von Jean-Pierre Decool erstmals zum Mitglied der Frankreich (Assemblée nationale) gewählt und gehörte dieser nach seinen Wiederwahlen am 19. Juni 2022 und 7. Juli 2024 seither an, wobei er seit 2022 Mitglied der Mitte-rechts-Partei Horizonsist. Während seiner Parlamentszugehörigkeit wurde er am 20. Juli 2024 als Nachfolger von Charlotte Parmentier-Lecocq Vorsitzender des Sozialausschusses und hatte diese Funktion bis zum 27. September 2024 inne.
Am 21. September 2024 wurde Paul Christophe von Premierminister Michel Barnier in dessen Kabinett berufen und übernahm dort das Amt als Minister für Solidarität, Autonomie und Gleichstellung von Frauen und Männern (Ministre des Solidarités, de l’Autonomie et de l’Égalité entre les femmes et les hommes).